# 卢赫 (俄罗斯)

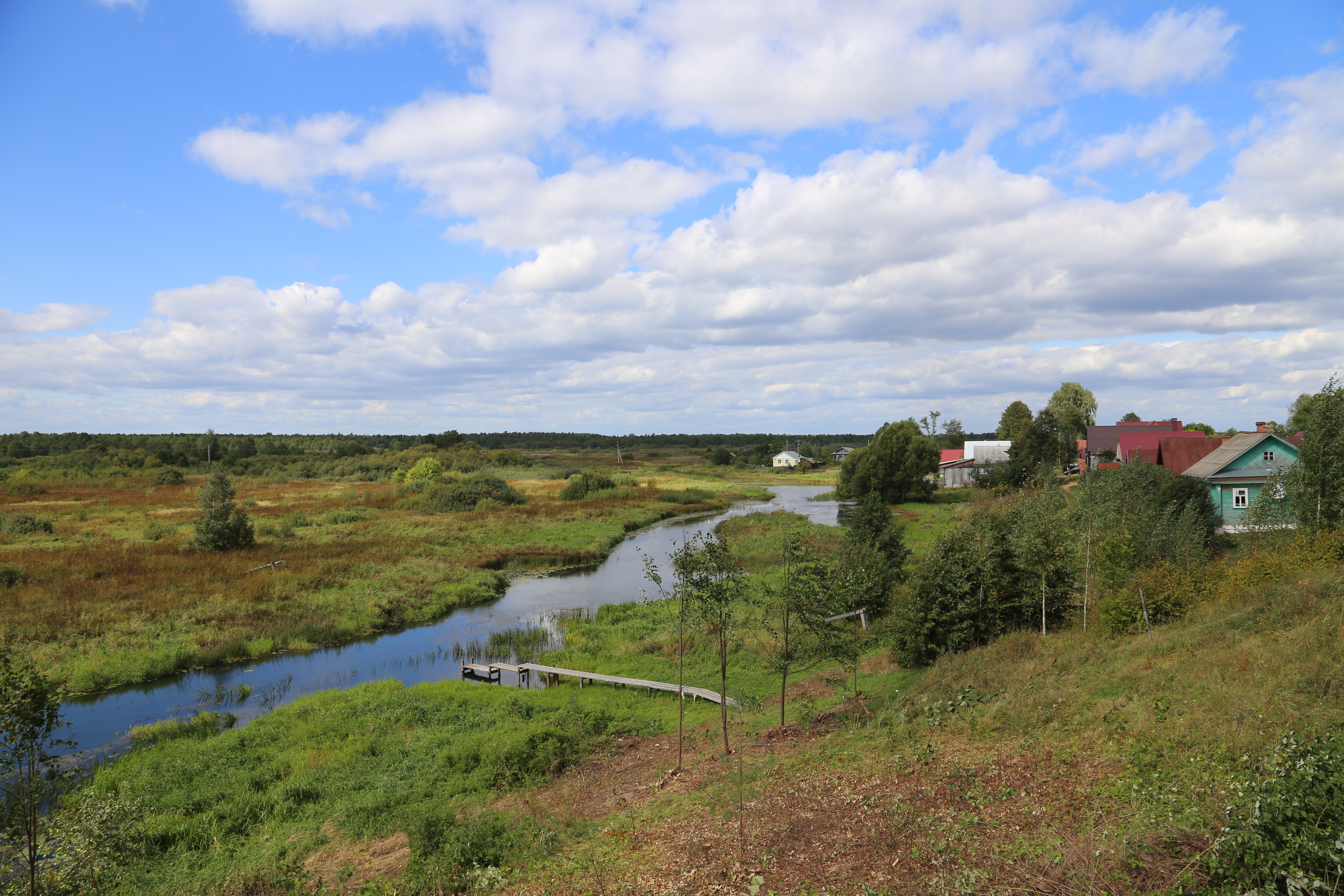
卢赫河

卢赫（羅馬化：Lukh）是俄罗斯伊万诺沃州的市级镇、卢赫区行政中心，位于伏尔加河流域内克利亚济马河支流卢赫河畔，在州府伊万诺沃东方。
该地2021年人口有2,580人；2010年人口3,024；2002年人口3,268；1989年人口3,603。